# Ira Losco
Ira Losco, född 31 juli 1981 i Sliema, Malta, är en maltesisk sångerska. Hennes musikaliska genombrott kom 2002, när hon representerade Malta i Eurovision Song Contest 2002 med sången "7th Wonder". Hon kom tvåa i tävlingen, vilket var Maltas bästa resultat någonsin. 

## Karriär
Hittills har Losco uppträtt i över 15 länder och har vunnit mer än 20 musikutmärkelser. Hon har uppträtt framför en publik på mellan 1 000 och 80 000 personer, och har uppträtt med  kända internationella artister som Elton John, Katie Melua, Maroon 5, Akon, Mel C, Ronan Keating, Bob Geldof, Tokio Hotel och Gigi D'Alessio.
Losco började sin karriär med ett collegeband som hette Tiara, men de splittrades några månader efter att Losco hade representerat sitt land i Eurovision Song Contest 2002 som hölls i Tallinn. Hon blev tvåa med sången "7th Wonder".
2003 blev Losco utvald att framföra sången "Reaching Higher", som var den officiella sången vid Xth Games of the Small States of Europe Malta 2003. Hon belönades med Midalja għall-Qadi tar-Repubblika år 2008.
Losco har deltagit i reklam i sitt hemland, bland annat för kläder och McDonald's sallad Plus. 
Losco vann uttagningen på Malta för Eurovision Song Contest 2016 23 januari, med sången "Chameleon".

## Eurovision Song Contest

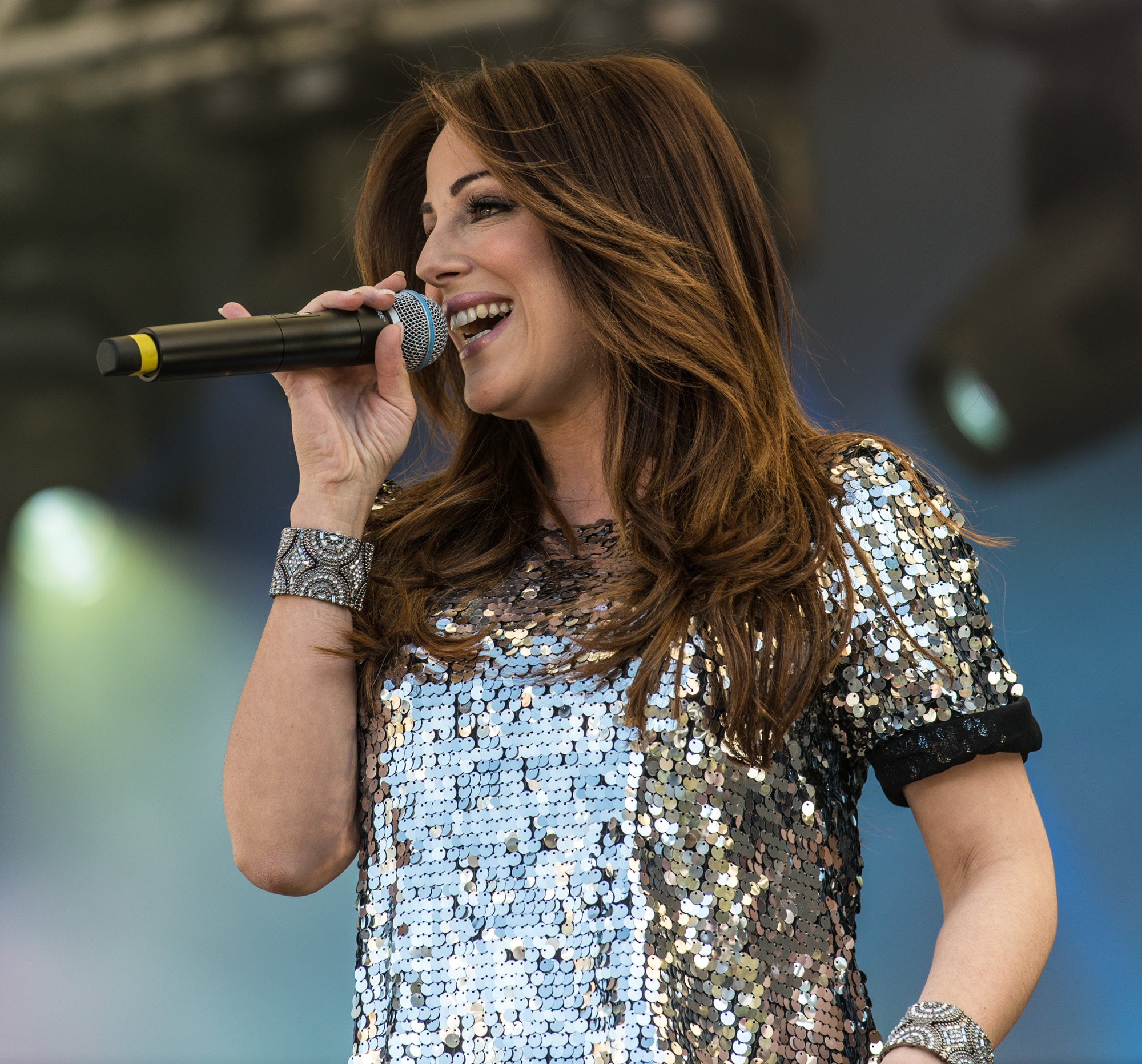
Ira Losco i Kungsträdgården i Stockholm i maj 2016 inför Eurovision Song Contest.

År 2000 tävlade Losco med två låtar i den maltesiska uttagningen till Eurovision Song Contest i Stockholm. Det blev ingen vinst, men tävlingen gav henne uppmärksamhet och hon fick sjunga i ett flertal lokala TV-program. Likaså blev hon tilldelad huvudrollen i den maltesiska musikalen Rita.
Året därefter sjöng hon fyra låtar i den maltesiska uttagningen, men vann inte. Dock fick hon följa med vinnaren Fabrizio Faniello till Eurovision Song Contest i Köpenhamn och sjunga i hans kör vid framträdandet av Another Summer Night.
Losco representerade Malta vid Eurovision Song Contest 2002 med sången “7th Wonder”.
Efter att hon under större delen av omröstningen legat i ledning, slutade kvällen med en andraplats för Losco, bara 12 poäng efter den slutliga vinnaren Marie N från Lettland, vilket var Maltas bästa resultat någonsin i tävlingen.
I december 2015 avslöjades det att Losco hade lämnat in två sånger till Malta Eurovision Song Contest 2016, landets nationella urvalsprocess. Hennes sånger "Chameleon" och "That’s why I love you" var båda med på listan till semifinalen, och "Chameleon" kvalificerade sig till finalen. 23 januari vann Losco den nationella uttagningen med över 40% av de röster den maltesiska publiken avgav.
Angående segern vid Malta Eurovision Song Contest 2016 framhöll hon att hon hade varit öppen för idén att framföra en annan sång än "Chameleon" vid tävlingen, om det skulle påverka Maltas chans att vinna. De nationella finalreglerna, fastställda av PBS, tillåter att den vinnande sången får ändras eller förändras totalt. 19 februari 2016 tillkännagav PBS att en internationell jury som bestod av representanter från tio länder, tillsammans med lokala experter från Malta, skulle bli presenterad för ett flertal sånger, inklusive en ändrad version av "Chameleon", och det skulle sedan bestämmas vilken sång Losco skulle framföra vid tävlingen. 14 mars tillkännagavs det att hon skulle framföra sången "Walk on Water". Sången och videon släpptes 17 mars 2016.
De kläder som Losco bar under tävlingen hade designats av Alex Zabotto-Bentley, som också har designat åt Lady Gaga, Prince och Kylie Minogue. Det har avslöjats att, för att öka chansen att vinna tävlingen, har budgeten ökats drastiskt, från minimum €200 000 per år till ett ungefärligt maximum på €1 500 000 under Loscos deltagande 2016. I den första semifinalen, 10 maj 2016, kvalificerade sig "Walk on Water" för finalen i Eurovision Song Contest. I finalen lördagen den 14 maj 2016 kom hon på plats 12 bland 26 länder.

## Privatliv
Ira Losco har en son, Harry, född 25 augusti 2016.

## Aktivism
Losco har offentligt uttryckt sitt stöd i ett antal
sociala frågor på Malta, inklusive HBTQ-rättigheter och anti-mobbningskampanjer bland tonåringar. 2014 blev hon nominerad till det första HBTQ-gemenskapspriset som instiftades av Malta Gay Rights Movement. Losco stöder accepterande av lika  rättigheter, snarare än just tolerans, just för att hennes land, Malta, har blivit känt som det bästa landet i Europa och i världen när det gäller HBTQ-rättigheter.

## Diskografi

### Album
- 2004: Someone Else
- 2005: Accident Phone
- 2005: Blends & Remixes of Someone Else
- 2006: Unmasced: the unplugged album
- 2008: Fortune Teller
- 2009: Mixed Beats
- 2012: Love Me or Hate Me
- 2013: Fire
- 2018:  No Sinner No Saint

### Singlar
- 2002: 7th Wonder
- 2016: Chameleon (Invincible)
- 2016: That’s Why I Love You
- 2016  Haunted by Love
- 2016: Walk on Water
- 2017:  We are the Soldiers